# Wicker Park
A Wicker Park 2004-ben bemutatott amerikai romantikus thriller-filmdráma Paul McGuigan rendezésében. A Szerelmi fészek (1996) című francia film remake-je, mely Shakespeare Szentivánéji álom című művének laza adaptációja. A főbb szerepekben Josh Hartnett, Rose Byrne, Diane Kruger és Matthew Lillard látható.

## Cselekmény
Pszichodráma, melynek alapja egy szerelmi történet sok visszaemlékezéssel és több szemszögből bemutatott eseményekkel tarkítva. 
Matthew egy kávézóban látni véli régi szerelmét, Lisát, akit annak idején furcsa körülmények között veszített szem elől. Azóta ugyan új kapcsolatot kezdett egy másik lánnyal, ám a váratlan viszontlátás nyomozásra buzdítja Mattet. Ebben legjobb barátja, Luke segít neki. A fiú nyomozás közben találkozik Alexszel, és ez tovább bonyolítja a helyzetet. Az események teljesen felforgatják az összes szereplő életét.

## Szereplők
| Szerep               | Színész             | Magyar hang        |
| -------------------- | ------------------- | ------------------ |
| Matthew „Matt” Simon | Josh Hartnett       | Viczián Ottó       |
| Alex Denver          | Rose Byrne          | Götz Anna          |
| Lisa Parish          | Diane Kruger        | Kisfalvi Krisztina |
| Luke Stanford        | Matthew Lillard     | Csőre Gábor        |
| Rebecca Martin       | Jessica Paré        |                    |
| Daniel Ristelli      | Christopher Cousins |                    |

## A film készítése
Az 1996-os Szerelmi fészek című francia filmdráma feldolgozása, melyben Vincent Cassel és Monica Bellucci játszott főszerepet. A filmben többször is látható vendéglő neve „Bellucci's Restaurant”", mely egyértelmű utalás az alapműre.
Eredetileg Paul Walkert kérték fel Matt szerepére, de a Halálosabb iramban forgatása miatt nem tudta vállalni azt, így a szerepet Josh Hartnett kapta meg.
Habár a film a Chicago szomszédságában lévő Wicker Parkban játszódik, majdnem az egészet Montréalban forgatták.

## Filmzene
1. Stereophonics – Maybe Tomorrow – 4:33
2. Lifehouse – Everybody Is Someone – 4:22
3. Death Cab for Cutie – A Movie Script Ending (Acoustic) – 4:28
4. Snow Patrol – How to Be Dead – 3:23
5. Broken Social Scene – Lover's Spit – 6:06
6. The Stills – Retour A Vega – 2:56
7. Mazzy Star – Flowers In December – 5:05
8. The Legends – When The Day Is Done – 2:27
9. The Shins – When I Goosestep – 2:25
10. Jaime Wyatt – Light Switch – 3:58
11. Mates Of State – These Days – 3:32
12. Plus/Minus – All I Do – 2:35
13. Mum – We Have a Map of the Piano – 5:20
14. The Postal Service – Against All Odds (Take a Look at Me Now) – 4:21
15. Aqualung – Strange and Beautiful – 3:50
16. Mogwai – I Know You Are But What Am I? – 5:17
17. Johnette Napolitano & Danny Lohner – The Scientist – 5:07